# Tito Minniti
Tito Minniti (Placanica, 31 luglio 1909 – Dagabur, 26 dicembre 1935) è stato un aviatore e militare italiano, sottotenente della Regia Aeronautica decorato con la medaglia d'oro al valor militare alla memoria.

## Biografia
Nato nel 1909 a Placanica (Reggio Calabria), di Ferdinando (1861-1950) e di Elena Divino(1872-1929). Il fratello Leopoldo(1892-1916) morì combattendo sul Carso e fu insignito, alla memoria,  di medaglia d'argento.  Si diplomò in agrimensura e fu ammesso nel gennaio 1931 come allievo ufficiale di complemento presso il corso di pilotaggio della Scuola aeronautica di Capua. Ne uscì col grado di sottotenente il settembre successivo e fu assegnato, viste le ottime qualità di pilota, al centro sperimentale dell'aeroporto di Furbara e, in seguito, all'aviazione della Sicilia.
Nel maggio 1935 partì come volontario nella guerra d'Etiopia nella 1ª Squadriglia Ricognizione Terrestre della Somalia; compì numerosi voli di ricognizione su Sassabenech, Dakabar, Giggiga ed Harar; il 26 dicembre 1935 partì dal campo di Gorrahei col sergente Livio Zannoni per un volo di ricognizione su Dagabur a bordo di un IMAM Ro.1. 

## Morte
Secondo Enzio Colombo, durante la ricognizione il veicolo fu colpito e costretto ad atterrare in territorio nemico. I due aviatori furono rapidamente circondati dagli abissini e, sebbene Minniti fosse ferito, si difesero con la mitragliatrice di bordo finché non furono sopraffatti. Zannoni morì durante lo scontro, mentre Minniti fu catturato e portato nel villaggio di Bolali dove fu torturato, evirato e infine decapitato. La testa mozzata venne infilzata su una lancia e portata in trionfo in un macabro corteo, che si concluse davanti al governatore di Harar che applaudì i suoi uomini e fece loro i complimenti per il lavoro svolto. Nei giorni successivi i resti dell'aereo vennero ritrovati dalle truppe italiane.
Ciò va in contrasto a quanto riportato da Rainer Baudendistel, che fa riferimento al generale Etiope Nasibu Emmanual. Secondo quanto da essi riportato tramite un messaggero alle forze italiane e poi ripetuto sulle radio locali, Minniti sarebbe stato ucciso non dalle truppe etiopi, ma dagli abitanti locali, furiosi per i bombardamenti italiani subiti dai loro villaggi.
Ferdinando Pedriali, dell'Ufficio Storico Aviazione Militare, scrisse nel 2000 che durante la guerra italo-etiope "l'uccisione di centinaia di feriti e prigionieri, italiani ed eritrei, era la norma, non l'eccezione" e che tali azioni potenzialmente legittimavano l'uso del gas. 

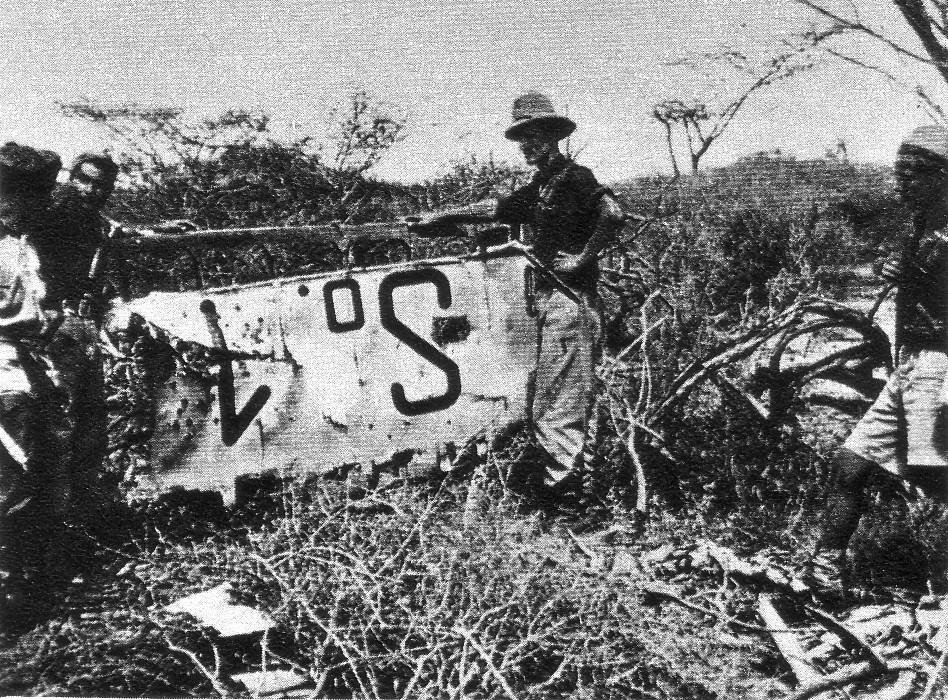
I resti dell'aereo pilotato da Minniti ritrovati da una pattuglia italiana
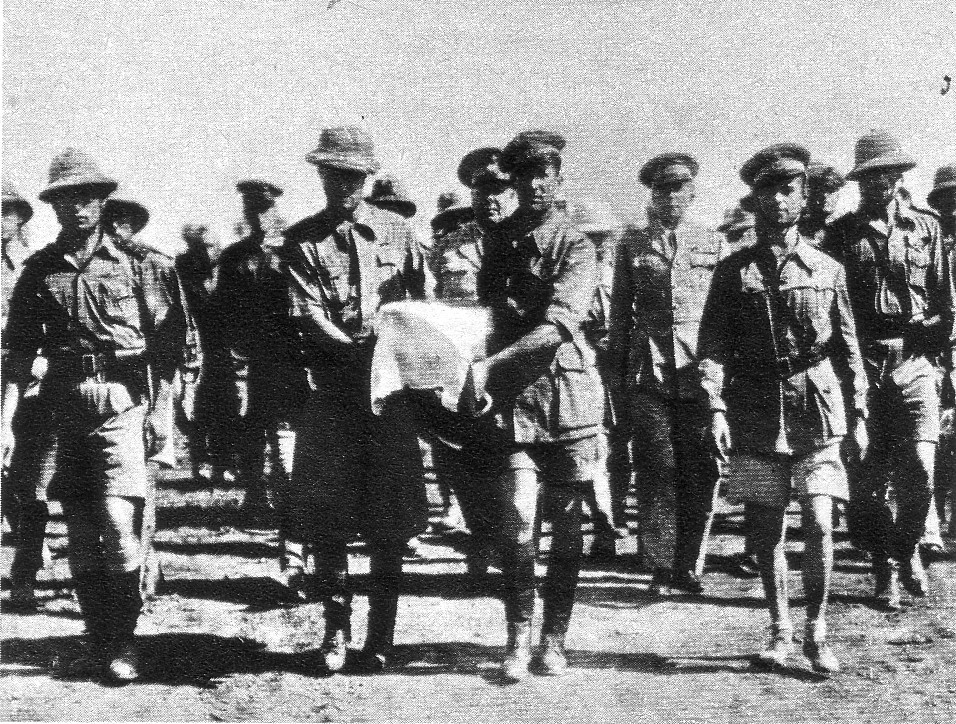
Il recupero delle salme di Tito Minniti e Livio Zannoni

## Memoria
In memoria di Tito Minniti è stato intitolato l'aeroporto di Reggio Calabria, una scuola elementare nel comune di Pompei (NA) in località Tre Ponti, una scuola primaria di Torre del Greco appartenente all'I.C. "G.B. Angioletti", una scuola media nel quartiere Fuorigrotta a Napoli, e altri istituti scolastici, oltre a numerose vie nelle città italiane (per esempio, Piazza Tito Minniti a Milano oppure via Tito Minniti a Taranto, Brindisi e Crotone).
Anche nel comune di Borgoricco (PD) esiste una scuola elementare intitolata a Tito Minniti, e così nel Comune di Bondone (TN), nella frazione di Sant'Eufemia è stata dedicata una scuola primaria a Minniti. A Palmi (RC) é intitolata una scuola media.
Vicino Legnago (VR) sono state intitolate la scuola primaria e la scuola secondaria di primo grado, presso il comune di Terrazzo.

## Onorificenze

Benito Mussolini consegna la medaglia al valor militare alla memoria alla sorella dell'aviatore Tito Minniti